# Telečka (Sombor, Vojvodina)
Telečka (ćir.: Телечка, mađ.: Bácsgyulafalva) je naselje u općini Sombor u Zapadnobačkom okrugu u Vojvodini.

## Zemljopisni položaj
Nalazi se na 45° 47′ 26" sjeverne zemljopisne širine i 19° 22′ 31" istočne zemljopisne dužine, na istoimenoj zaravni.

## Upravna organizacija
Upravno pripada općini Sombor u Sjevernobačkom okrugu u autonomnoj pokrajini Vojvodini.

## Stanovništvo
U naselju Telečka živi 2.084 stanovnika, od toga 1.689 punoljetnih stanovnika, a prosječna starost stanovništva iznosi 42,4 godina (39,4 kod muškaraca i 45,2 kod žena). U naselju ima 785 domaćinstva, a prosječan broj članova po domaćinstvu je 2,65.
Prema popisu iz 1991. godine u naselju je živjelo 2.138 stanovnika.
| Etnički sastav 2002. |            |        |
| Narod                | Stanovnika | %      |
| Mađari               | 1.508      | 72,36% |
| Srbi                 | 429        | 20,58% |
| Romi                 | 37         | 1,77%  |
| Jugoslaveni          | 23         | 1,10%  |
| Hrvati               | 13         | 0,62%  |
| Bunjevci             | 6          | 0,28%  |
| Nijemci              | 4          | 0,19%  |
| Crnogorci            | 1          | 0,04%  |
| Rumunji              | 1          | 0,04%  |
| nepoznato            | 0          | 0,00%  |

| broj stanovnika | 3122  | 3090  | 2996  | 2665  | 2429  | 2138  | 2084  |
|                 | 1948. | 1953. | 1961. | 1971. | 1981. | 1991. | 2001. |

## Vanjske poveznice
- (engl.) Telečka  Arhivirana inačica izvorne stranice od 23. listopada 2009. (Wayback Machine)
- (srp.) www.soinfo.org